# 상호주관성
상호주관성(相互主觀性, intersubjectivity)은 철학, 심리학, 사회학, 인류학에서 사람들의 여러 관점 사이에서 서로 관련되거나 교차하는 성질이다.

## 정의
상호주관성은 사회과학자들이 다양한 인간의 소통을 간략히 기술하기 위해 만들어낸 용어이다. 예를 들어, 사회심리학자 Alex Gillespie와 Flora Cornish는 상호주관성의 정의를 적어도 7가지를 열거하였다.
- 대상이 함께 공유하고 있는 정의에 관한 사람들의 동의
- 서로 간 의견 일치, 의견 불일치, 이해, 이해 불가에 관한 사람들의 상호적 인식
- 서로 간 의도, 감정, 신뢰에 대한 사람들의 속성
- 서로 간 사람들에 대한 암시적, 자발적 행동 지향
- 특정한 상황 내에서 사람들의 소통적 행동
- 합의든 접전이든 사람들이 함께 공유하면서 당연시 여기는 배경적 추측
- 사람들의 관점 간 다양한 잠재적 관계[1]

## 같이 보기
- 합의된 실재
- 관점주의